# Bautzen
Bautzen (in tedesco, ; in sorabo superiore Budyšin; in polacco Budziszyn), è una città di 38 140 abitanti dell'Alta Lusazia, in Sassonia, Germania e capoluogo del circondario di Bautzen.

## Storia
La città è il più importante centro culturale dei sorabi. Bautzen si fregia del titolo di "Grande città circondariale" (Große Kreisstadt) ed era il capoluogo dell'antica regione geografica dell'Oberlausitz. La città di Bautzen era conosciuta in tutta la Repubblica Democratica Tedesca per i suoi penitenziari e prigioni per detenuti politici, tanto da essere soprannominata Gelbes Elend ("miseria gialla"). Un memoriale è stato inaugurato nel 1993 nel penitenziario già denominato "Bautzen II".

## Geografia fisica
Sorge sul fiume Sprea. Nel 2006, la città contava 42 000 abitanti.

## Monumenti e luoghi d'interesse
- Cattedrale di San Pietro, chiesa interreligiosa (luterano-evangelica e cattolica), edificio gotico risalente al XIII secolo; concattedrale cattolica della diocesi di Dresda-Meißen
- Chiesa delle Sante Maria e Marta, chiesa in stile neogotico edificata alla fine del 1800
- Saurierpark Kleinwelka, parco tematico dedicato ai dinosauri